# 6 de fevereiro
6 de fevereiro é o 37.º dia do ano no calendário gregoriano. Faltam 328 dias para acabar o ano (329 em anos bissextos).

## Eventos históricos

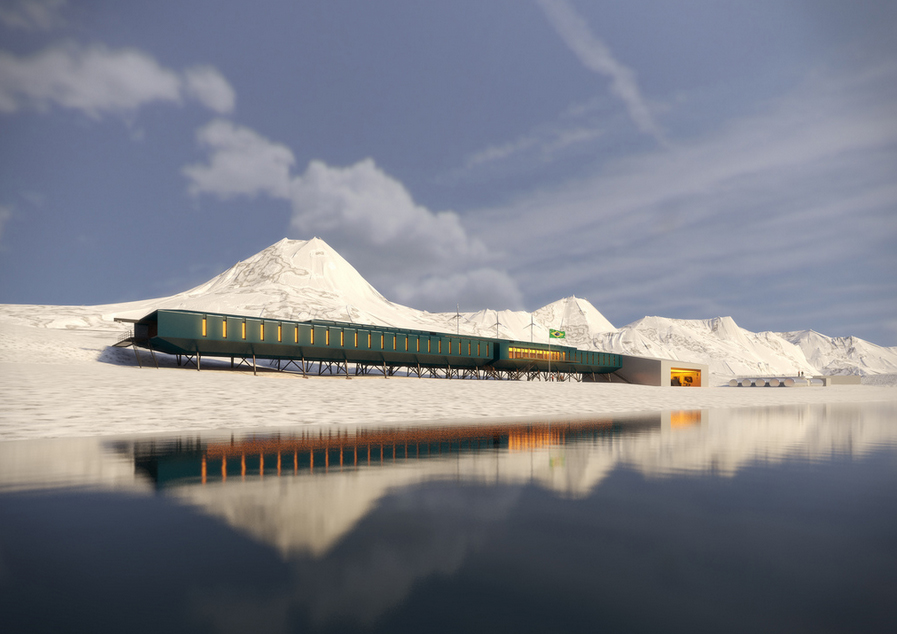
1984: Começa a operar na Ilha do Rei George, a Estação Antártica Comandante Ferraz

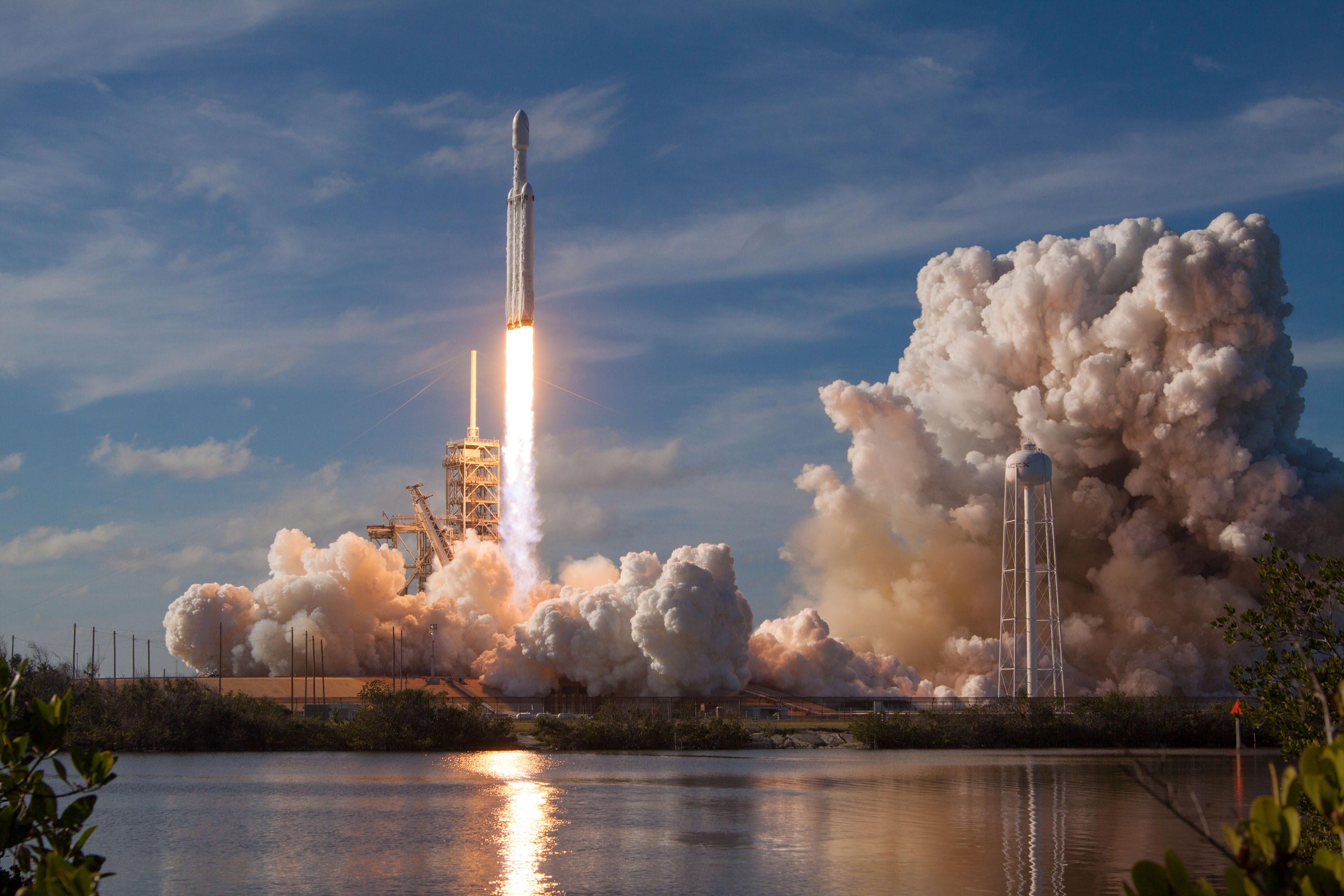
2018: Primeiro voo do Falcon Heavy da SpaceX

- 0060 — A data mais antiga para a qual se conhece o dia da semana. Um grafite em Pompeia identifica este dia como um dies Solis (domingo), por um sistema em que o domingo corresponde ao dia da semana que este dia teria na contagem moderna: quarta-feira.
- 0590 — Hormisda IV, rei do Império Sassânida, é derrubado e cegado por seus cunhados Vistahm e Vinduyih.
- 1579 — A Arquidiocese de Manila é elevada a diocese por uma bula papal.[1]
- 1685 — Jaime II da Inglaterra e VII da Escócia é proclamado rei após a morte de seu irmão Carlos II.
- 1694 — A guerreira Dandara, líder dos escravos fugitivos no Quilombo dos Palmares, Estado do Brasil (possessão colonial do Reino de Portugal), é capturada e comete suicídio para não ser devolvida a uma vida de escravidão.
- 1778 — Guerra Revolucionária Americana: em Paris, o Tratado de Aliança e o Tratado de Amizade e Comércio são assinados pelos Estados Unidos e pela França, sinalizando o reconhecimento oficial da nova república.[2]
- 1806 — Batalha de San Domingo: vitória naval britânica contra os franceses no Caribe.
- 1818 — No Rio de Janeiro, acontece a coroação de D. João VI como rei do Reino Unido de Portugal, Brasil e Algarves. Nesse mesmo dia é expedido decreto de indulto aos presos do reino do Brasil.[3]
- 1820 — Os primeiros 86 imigrantes afro-americanos patrocinados pela American Colonization Society partem de Nova Iorque para iniciar um assentamento na atual Libéria.
- 1833 — Oto torna-se o primeiro rei moderno da Grécia.
- 1840 — Assinatura do Tratado de Waitangi, criando a Nova Zelândia como uma colônia britânica.
- 1862 — Guerra Civil Americana: Forças sob o comando de Ulysses S. Grant e Andrew H. Foote dão à União sua primeira vitória na guerra, capturando Fort Henry, Tennessee na Batalha de Fort Henry.[4]
- 1899 — Guerra Hispano-Americana: o Tratado de Paris, um tratado de paz entre os Estados Unidos e a Espanha, é ratificado pelo Senado dos Estados Unidos.
- 1900 — Criação do Tribunal Permanente de Arbitragem, um tribunal internacional de arbitragem em Haia, quando o Senado dos Países Baixos ratifica um decreto da conferência de paz de 1899.
- 1918 — As mulheres britânicas com mais de 30 anos que atendem às qualificações mínimas de propriedade obtêm o direito de votar quando a Lei de Representação do Povo de 1918 é aprovada pelo Parlamento.
- 1922
  - Assinado em Washington, D.C., o Tratado Naval de Washington, limitando os armamentos navais dos Estados Unidos da América, Reino Unido da Grã-Bretanha e Irlanda, Império do Japão, República Francesa e Reino da Itália.
  - É nomeado em Portugal o 35.º governo republicano, chefiado pelo presidente do Ministério António Maria da Silva.
  - No Conclave de 1922 é eleito Papa, o Cardeal Ambrogio Damiano Achille Ratti que assumo o nome de Papa Pio XI
- 1934 — Ligas de extrema direita se reúnem em frente ao Palácio Bourbon em uma tentativa de golpe contra a Terceira República Francesa, criando uma crise política na França.[5]
- 1944 — Segunda Guerra Mundial: começam os Grandes Ataques Contra Helsinque.
- 1951 — Exército canadense entra em combate na Guerra da Coreia.
- 1952 — Elizabeth II torna-se a rainha reinante do Reino Unido e de outros reinos da Comunidade de Nações após a morte de seu pai, Jorge VI.
- 1958 — Oito jogadores do Manchester United Football Club e 15 outros passageiros morrem no Desastre aéreo de Munique.
- 1959
  - Jack Kilby da Texas Instruments apresenta a primeira patente para um circuito integrado.
  - Realizado em Cabo Canaveral, Estados Unidos, o primeiro teste de lançamento bem sucedido de um míssil balístico intercontinental Titan.
- 1973 — Um terremoto de magnitude de 7,6 atinge a província de Sujuão, causando destruição generalizada e matando pelo menos 2 199 pessoas.[6]
- 1981 — O Exército de Resistência Nacional de Uganda lança um ataque a uma instalação do Exército de Uganda no distrito central de Mubende para iniciar a Guerra Civil de Uganda.
- 1984 — Começa a operar na Ilha do Rei George, a Estação Antártica Comandante Ferraz, uma base antártica pertencente ao Brasil.
- 1989 — Começam as Conversações da Mesa Redonda na Polônia, marcando assim o início da derrubada do comunismo na Europa Oriental.
- 1996 — Voo Birgenair 301 cai na costa da República Dominicana matando todas as 189 pessoas a bordo. Este é o pior acidente envolvendo um Boeing 757.
- 2000 — Segunda Guerra na Chechênia: a Rússia captura Grózni, na Chechênia, forçando o governo separatista da República Chechena da Ichkeria ao exílio.
- 2016 — Sismo de magnitude 6,4 atinge o sul de Taiwan, matando 116 pessoas.
- 2018 — Primeiro voo do Falcon Heavy da SpaceX, um veículo de lançamento reutilizável superpesado.
- 2020 — Astronauta Christina Koch aterrissa na Soyuz MS-13 após completar 328 dias no espaço, a maior duração contínua para uma mulher, superando o recorde de 289 dias de Peggy Whitson.
- 2023 — Dois sismos catastróficos atingem a Turquia e a Síria, deixando mais de 59 mil mortos e 121 mil feridos.

## Nascimentos

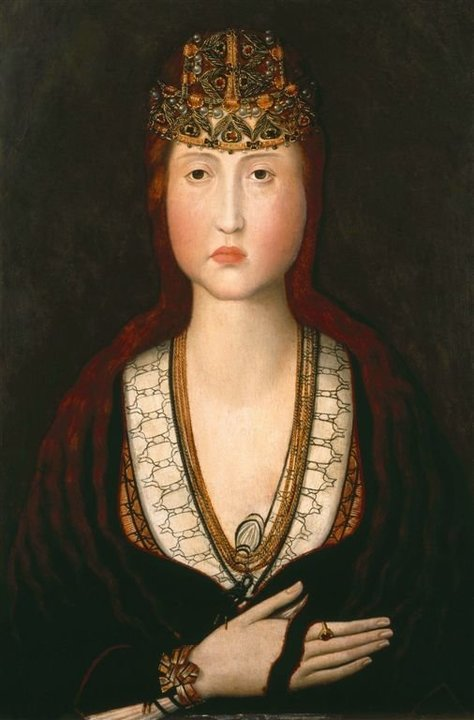
Joana, Princesa de Portugal

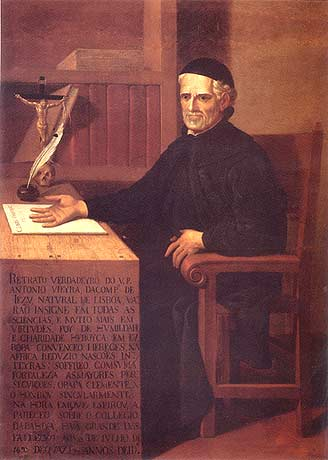
Padre António Vieira

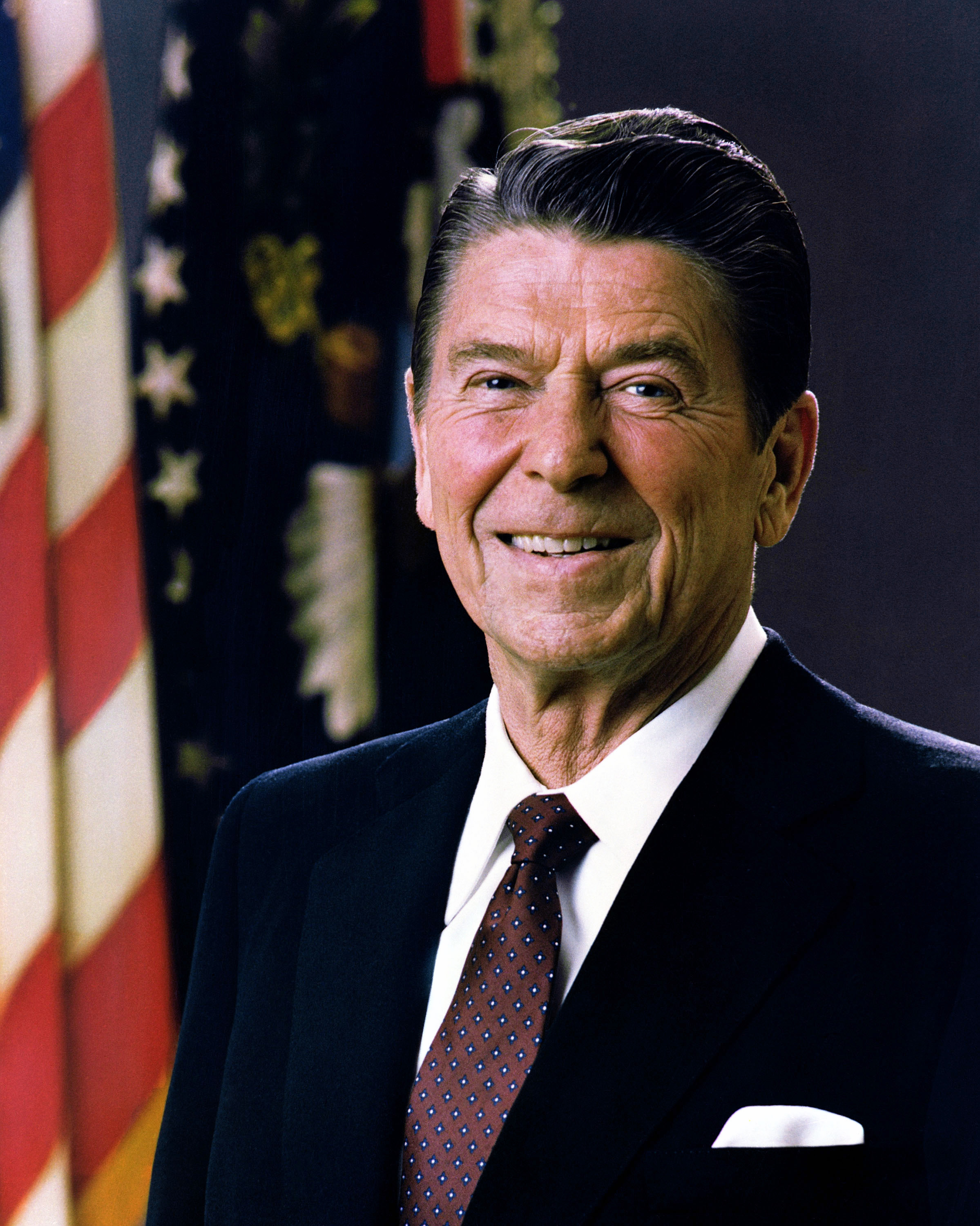
Ronald Reagan

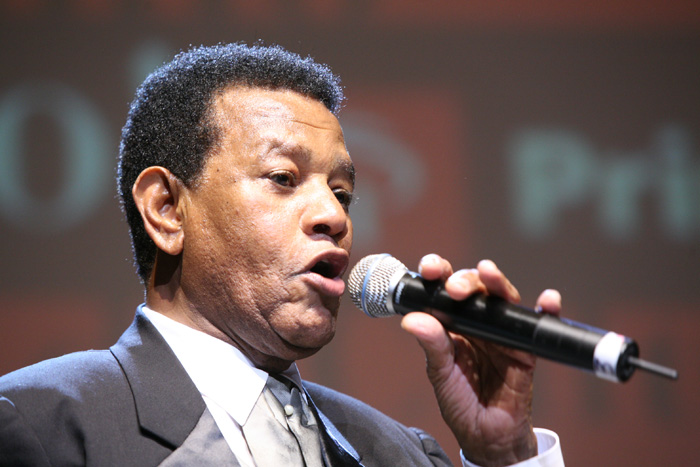
Jair Rodrigues

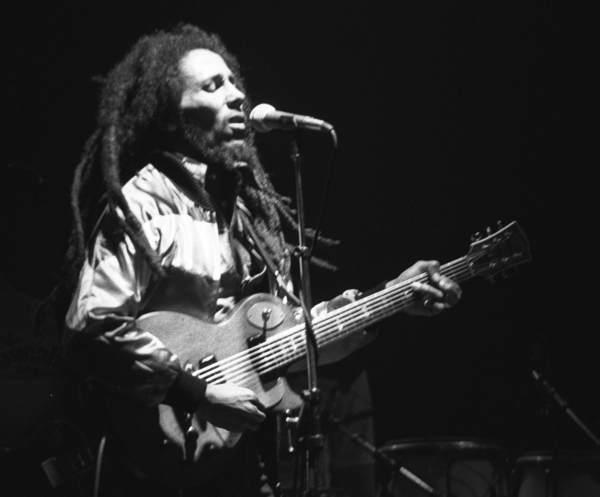
Bob Marley

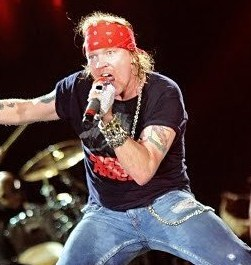
Axl Rose

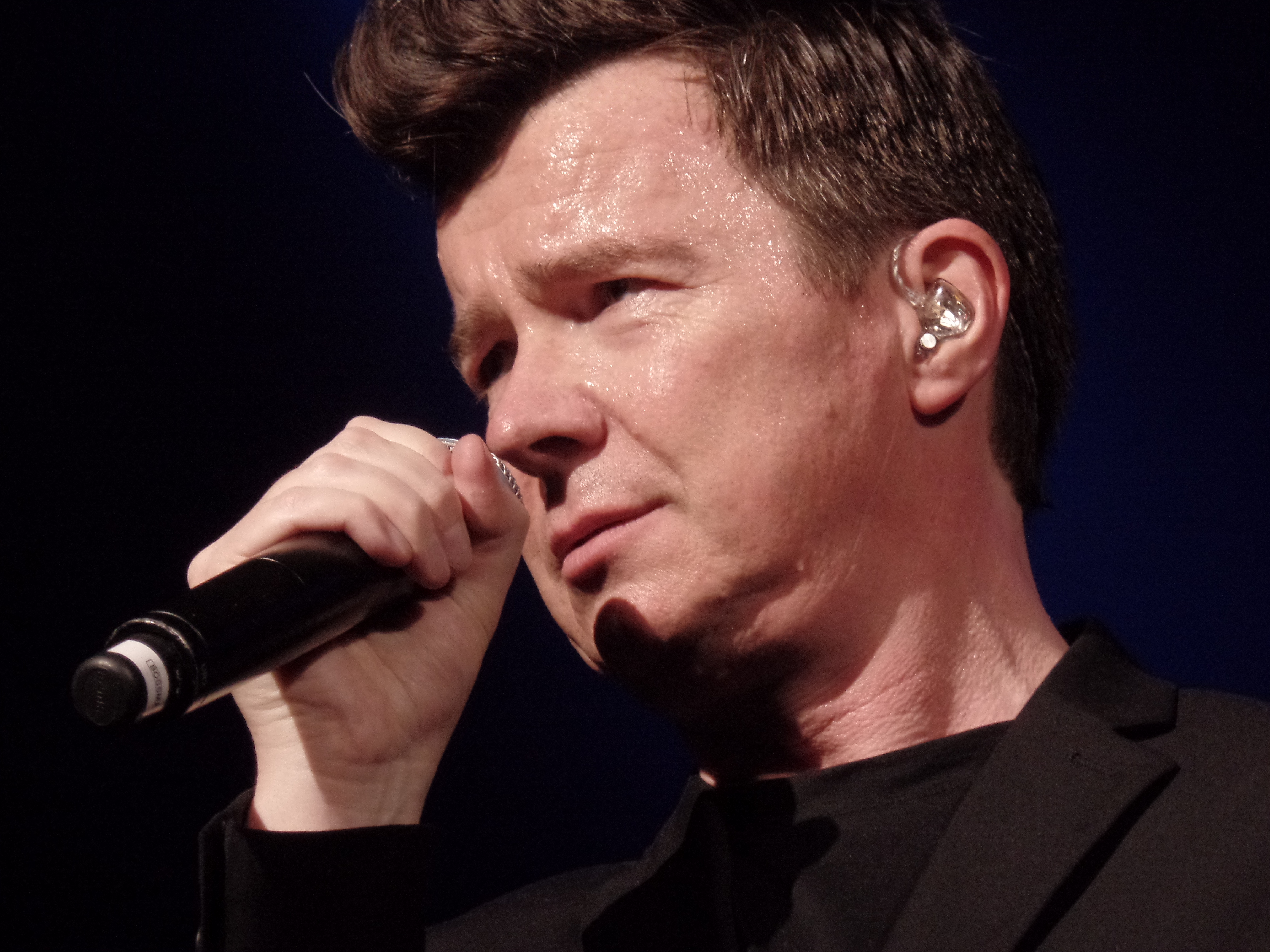
Rick Astley

### Anteriores ao século XIX
- 0885 — Daigo, imperador do Japão (m. 930).
- 1402 — Luís I, Conde da Baixa Hesse (m. 1458).
- 1452 — Joana, Princesa de Portugal (m. 1490).
- 1465 — Scipione del Ferro, matemático e teórico italiano (m. 1526).
- 1582 — Mario Bettinus, matemático, astrônomo e filósofo italiano (m. 1657).
- 1608 — António Vieira, padre e filósofo português (m. 1697).
- 1612 — Antoine Arnauld, matemático, teólogo e filósofo francês (m. 1697).
- 1649 — Augusta Maria de Holsácia-Gottorp, nobre alemã (m. 1728).
- 1664 — Mustafá II, sultão otomano (m. 1703).
- 1665 — Ana da Grã-Bretanha (m. 1714).
- 1695 — Nicolau II Bernoulli, matemático e teórico suíço-russo (m. 1726).
- 1726 — Patrick Russell, cirurgião e zoólogo britânico (m. 1805).
- 1732 — Charles Lee, general anglo-americano (m. 1782).
- 1748 — Adam Weishaupt, filósofo e acadêmico alemão (m. 1830).
- 1756 — Aaron Burr, coronel e político americano (m. 1836).
- 1778 — Ugo Foscolo, escritor e poeta italiano (m. 1827).
- 1796 — John Stevens Henslow, botânico e geólogo britânico (m. 1861).
- 1797 — Joseph von Radowitz, general e político prussiano (m. 1853).
- 1799 — Imre Frivaldszky, botânico e entomologista húngaro (m. 1870).
- 1800 — Achille Devéria, pintor e litógrafo francês (m. 1857).

### Século XIX
- 1802 — Charles Wheatstone, físico e criptógrafo anglo-francês (m. 1875).
- 1818 — William M. Evarts, advogado e político americano (m. 1901).
- 1833 — J. E. B. Stuart, general americano (m. 1864).
- 1834 — Edwin Klebs, patologista e acadêmico teuto-suíço (m. 1913).
- 1838
  - Henry Irving, ator e empresário britânico (m. 1905).
  - Yisrael Meir Kagan, rabino e escritor lituano-polonês (m. 1933).
- 1843 — Frederic Myers, poeta e filologista britânico (m. 1901).
- 1847 — Henry Janeway Hardenbergh, arquiteto americano (m. 1918).
- 1852 — Conwy Lloyd Morgan, zoólogo e psicólogo britânico (m. 1936).
- 1861 — Nikolay Zelinsky, químico e acadêmico russo (m. 1953).
- 1864 — John Henry Mackay, filósofo e escritor anglo-alemão (m. 1933).
- 1872 — Robert Maillart, engenheiro suíço (m. 1940).
- 1874 — Bhaktisiddhanta Sarasvati, líder religioso indiano (m. 1937).
- 1879
  - Othon Friesz, pintor francês (m. 1949).
  - Magnús Guðmundsson, advogado e político islandês (m. 1937).
  - Edwin Samuel Montagu, político britânico (m. 1978).
  - Carl Ramsauer, físico e autor alemão (m. 1955).
- 1882 — Walter Jakobsson, patinador artístico finlandês (m. 1957).
- 1887 — Joseph Frings, cardeal alemão (m. 1978).
- 1890 — Bacha Khan, ativista e político paquistanês (m. 1988).
- 1892
  - Maximilian Fretter-Pico, general alemão (m. 1984).
  - William Murphy, médico e acadêmico estadunidense (m. 1987).
- 1893 — Maria Emilie Engel, religiosa e educadora alemã (m. 1955).
- 1895 — Babe Ruth, jogador de beisebol e treinador americano (m. 1948).
- 1897 — Alberto Cavalcanti, cineasta brasileiro (m. 1982).
- 1898 — Harry Haywood, militar e político americano (m. 1985).
- 1899 — Ramón Novarro, ator, cantor e diretor mexicano-americano (m. 1968).

### Século XX

#### 1901–1950
- 1901 — Ben Lyon, ator americano (m. 1979).
- 1902 — Louis Nizer, escritor britânico (m. 1994).
- 1903 — Claudio Arrau, pianista e compositor chileno (m. 1991).
- 1905 — Władysław Gomułka, político polonês (m. 1982).
- 1908
  - Amintore Fanfani, jornalista e político italiano (m. 1999).
  - Edward Lansdale, general americano (m. 1987).
  - Michael Maltese, ator, roteirista e compositor americano (m. 1981).
- 1911 — Ronald Reagan, ator e político norte-americano (m. 2004).
- 1912
  - Christopher Hill, historiador e escritor britânico (m. 2003).
  - Eva Braun, fotógrafa alemã (m. 1945).
- 1913
  - Dona Zica, sambista brasileira (m. 2003).
  - Mary Leakey, arqueóloga e antropóloga anglo-queniana (m. 1996).
- 1915 — Custódio Alvim Pereira, arcebispo português (m. 2006).
- 1916 — John Crank, matemático e físico britânico (m. 2006).
- 1917
  - Zsa Zsa Gábor, atriz e socialite húngaro-americana (m. 2016).
  - Sonny Franzese, mafioso ítalo-americano (m. 2020).
- 1918 — Lothar-Günther Buchheim, escritor e pintor alemão (m. 2007).
- 1922
  - Patrick Macnee, ator e figurinista anglo-americano (m. 2015).
  - Felicia Montealegre, atriz norte-americana (m. 1978).
  - Haskell Wexler, diretor, produtor e cinegrafista americano (m. 2015).
- 1923 — Gyula Lóránt, futebolista e treinador de futebol húngaro (m. 1981).
- 1924
  - Billy Wright, futebolista e treinador de futebol britânico (m. 1994).
  - Jin Yong, escritor e editor chinês (m. 2018).
- 1925 — Pramoedya Ananta Toer, escritor e ativista indonésio (m. 2006).
- 1926 — Argentina Santos, fadista portuguesa (m. 2019).
- 1927 — Gerard Kitchen O'Neill, físico e astrônomo americano (m. 1992).
- 1930
  - Affonso Felippe Gregory, bispo católico brasileiro (m. 2008).
  - Armando Marques, árbitro de futebol brasileiro (m. 2014).
- 1931
  - Rip Torn, ator americano (m. 2019).
  - Mamie Van Doren, atriz e modelo americana.
  - Ricardo Jamin Vidal, cardeal filipino (m. 2017).
- 1932
  - François Truffaut, ator, diretor, produtor e roteirista francês (m. 1984).
  - Camilo Cienfuegos, militar e anarquista cubano (m. 1959).
- 1933 — Michel Vovelle, historiador francês (m. 2018).
- 1934 — Yuri Kovalyov, futebolista russo (m. 1979).
- 1936 — Jun Kondo, físico e acadêmico japonês (m. 2022).
- 1938 — Clayton Silva, ator e humorista brasileiro (m. 2013).
- 1939
  - Jair Rodrigues, cantor brasileiro (m. 2014).
  - Mike Farrell, ator, diretor, produtor, ativista e orador americano.
- 1940 — Tom Brokaw, jornalista e escritor americano.
- 1941 — Dave Berry, cantor britânico.
- 1942 — Gabriel Núñez, ex-futebolista mexicano.
- 1944
  - Willie Tee, cantor, compositor, tecladista e produtor americano (m. 2007).
  - Benjaminas Zelkevičius, ex-futebolista e treinador de futebol lituano.
- 1945
  - Bob Marley, cantor, compositor e guitarrista jamaicano (m. 1981).
  - Heinz Stuy, ex-futebolista neerlandês.
- 1946
  - Richie Hayward, baterista e compositor americano (m. 2010).
  - Kate McGarrigle, instrumentista, cantora e compositora canadense (m. 2010).
- 1947 — Charles Hickcox, nadador norte-americano (m. 2010).
- 1948
  - José Luis Capón, futebolista espanhol (m. 2020).
  - Claude Le Roy, ex-futebolista e treinador de futebol francês.
  - Stephen Turnbull, historiador, acadêmico e escritor britânico.
- 1949
  - Manuel Orantes, ex-tenista espanhol.
  - Jim Sheridan, diretor, produtor e roteirista irlandês.
- 1950
  - Natalie Cole, cantora, compositora e atriz estadunidense (m. 2015).
  - Timothy Michael Dolan, cardeal estadunidense.

#### 1951–2000
- 1951
  - Marco Antônio Feliciano, ex-futebolista brasileiro.
  - Jacques Villeret, ator francês (m. 2005).
- 1952
  - Viktor Giacobbo, ator, produtor e roteirista suíço.
  - Ricardo La Volpe, ex-futebolista e treinador de futebol argentino.
  - Helena Isabel, atriz portuguesa.
- 1953 — Zoran Filipović, ex-futebolista e treinador de futebol montenegrino.
- 1955 — Michael Pollan, escritor, jornalista e professor norte-americano.
- 1956 — Natalia Linichuk, ex-patinadora artística e treinadora de patinação russa.
- 1957
  - Kathy Najimy, atriz e comediante americana.
  - Simon Phillips, baterista e produtor musical britânico.
- 1960 — Harry Thompson, escritor e produtor britânico (m. 2005).
- 1961
  - Iuri Onufrienko, coronel, aviador e astronauta ucraniano-russo.
  - Florence Aubenas, jornalista francesa,
  - Bernd Dittert, ex-ciclista alemão.
- 1962 — Axl Rose, cantor, compositor e produtor musical norte-americano.
- 1963
  - Cláudia Ohana, atriz e cantora brasileira.
  - Josep Maria Bartomeu i Floreta, dirigente esportivo e empresário espanhol.
  - Paul Tobias, guitarrista norte-americano.
  - David Vanole, futebolista norte-americano (m. 2007).
- 1964 — Andrey Zvyagintsev, ator e diretor russo.
- 1965 — Jan Svěrák, ator, diretor e roteirista tcheco.
- 1966 — Rick Astley, cantor e compositor britânico.
- 1967 — Izumi Sakai, cantora e compositora japonesa (m. 2007).
- 1968
  - Akira Yamaoka, compositor e produtor musical japonês.
  - Patrick Lemarié, automobilista francês.
  - Adolfo Valencia, ex-futebolista colombiano.
- 1969
  - David Hayter, ator e roteirista americano.
  - Masaharu Fukuyama, cantor, compositor, produtor e ator japonês.
  - Tim Sherwood, ex-futebolista e treinador de futebol britânico.
  - Massimo Busacca, ex-árbitro de futebol suíço.
- 1970
  - Per Frandsen, ex-futebolista e treinador de futebol dinamarquês.
  - Patrice Loko, ex-futebolista francês.
  - Afshin Peyrovani, ex-futebolista iraniano.
- 1971 — José María Jiménez, ciclista espanhol (m. 2003).
- 1972
  - Barbara Fusar-Poli, ex-patinadora artística italiana.
  - Lucrecia, cantora e atriz cubana.
- 1973
  - Vladimir Ivanov, ex-futebolista búlgaro.
  - Mass Sarr, Jr., ex-futebolista liberiano.
  - Lucy Nethsingha, política britânica.
- 1974
  - Javier Navarro, ex-futebolista espanhol.
  - Serge Mimpo, ex-futebolista camaronês.
- 1975
  - Orkut Büyükkökten, cientista e engenheiro da computação turco.
  - Tomoko Kawase, cantora, compositora e produtora japonesa.
  - Naomi Grossman, atriz e escritora norte-americana.
  - Ronald Fonseca, produtor musical brasileiro.
- 1976
  - Tanja Frieden, snowboarder e educadora suíça.
  - Kim Zmeskal, ex-ginasta e treinadora de ginástica norte-americana.
- 1977
  - Josh Stewart, ator americano.
  - Mohamed Abdel Monsef, ex-futebolista egípcio.
  - Andrei Kolesnikov, militar russo (m. 2022).
- 1978
  - Yael Naim, cantora e compositora franco-israelense.
  - Peter Vagenas, ex-futebolista e treinador de futebol norte-americano.
- 1979
  - Dan Bălan, cantor, compositor e produtor musical moldavo.
  - Pablo Orbaiz, ex-futebolista espanhol.
- 1980
  - Esrom Nyandoro, ex-futebolista zimbabuano.
  - Carlos Lobatón, ex-futebolista peruano.
- 1981
  - Ty Warren, ex-jogador de futebol americano estadunidense.
  - Samuele Dalla Bona, ex-futebolista italiano.
- 1982
  - Elise Ray, ex-ginasta norte-americana.
  - Juan, ex-futebolista brasileiro.
  - Thiago Arancam, tenor brasileiro.
  - Alice Eve, atriz britânica.
- 1983 — Keila Costa, ex-atleta brasileira.
- 1984
  - Darren Bent, ex-futebolista britânico.
  - Piret Järvis, cantora, compositora e guitarrista estoniana.
- 1985
  - Kris Humphries, ex-jogador de basquete americano.
  - Fernanda Bullara, atriz e dubladora brasileira.
  - Crystal Reed, atriz americana.
  - Andrés Arauz, político e economista equatoriano.
- 1986
  - Michele Paolucci, ex-futebolista italiano.
  - Carlos Sánchez, futebolista colombiano.
  - Yunho, cantor e ator sul-coreano.
  - Dane DeHaan, ator americano.
- 1987 — Cristián Suárez, futebolista chileno.
- 1988
  - Anna Diop, atriz senegalesa.
  - Richard Salinas, futebolista paraguaio.
- 1989
  - Craig Cathcart, ex-futebolista britânico.
  - Jonny Flynn, jogador de basquete americano.
- 1990 — Dominic Sherwood, ator britânico.
- 1991
  - Aleksandar Katai, futebolista sérvio.
  - Zhang Mengxue, atiradora esportiva chinesa.
- 1992
  - Wellington Nem, futebolista brasileiro.
  - Solomon Kverkvelia, futebolista georgiano.
  - Theodora Drakou, nadadora grega.
  - Maurício Antônio, futebolista brasileiro.
  - Mahatma Otoo, futebolista ganês.
  - José Rodolfo Pires Ribeiro, futebolista brasileiro.
  - Dai Jun, nadador chinês.
  - Diego Polenta, futebolista uruguaio.
- 1993
  - Tinashe, cantora, compositora, dançarina e atriz estadunidense.
  - Nemanja Radoja, futebolista sérvio.
- 1994
  - Charlie Heaton, ator e músico britânico.
  - Joakim Nilsson, futebolista sueco.
- 1995
  - Leon Goretzka, futebolista alemão.
  - Sam McQueen, futebolista britânico.
  - Nyck de Vries, automobilista neerlandês.
  - Enzo Crivelli, futebolista francês.
- 1996 — Kevon Looney, jogador de basquete norte-americano.
- 1997
  - Collin Morikawa, golfista americano.
  - Djibril Sow, futebolista suíço.
- 1998 — Ide Schelling, ciclista neerlandês.
- 2000 — Conor Gallagher, futebolista britânico.

### Século XXI
- 2001
  - Gabriel Guevara, ator espanhol.
  - Natan Bernardo de Souza, futebolista brasileiro.
- 2002 — Adriano Xavier, jogador de vôlei brasileiro.
- 2003 — Markel Fernandez, atleta espanhol.
- 2005 — Zak O'Sullivan, automobilista britânico.

## Mortes

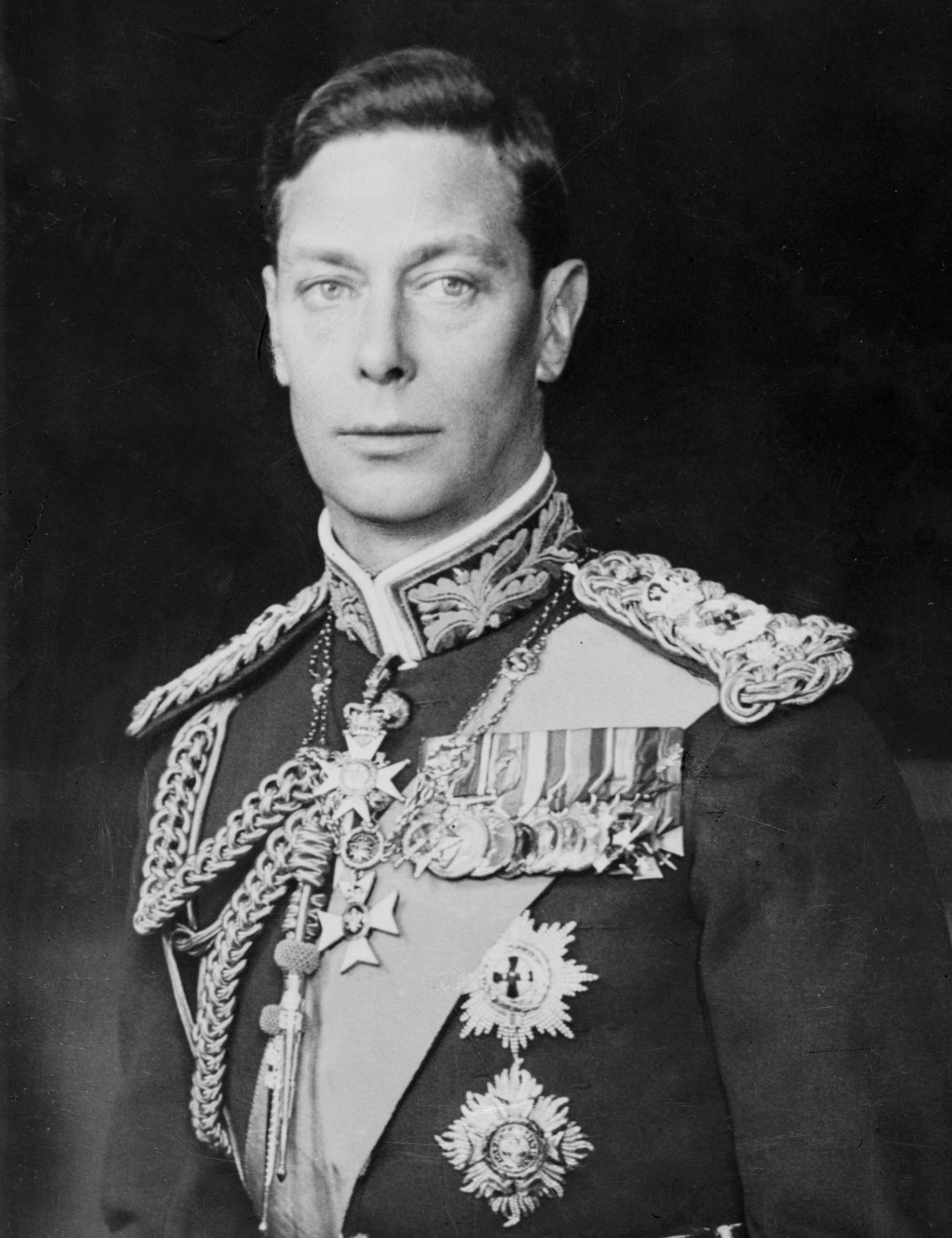
Jorge VI do Reino Unido

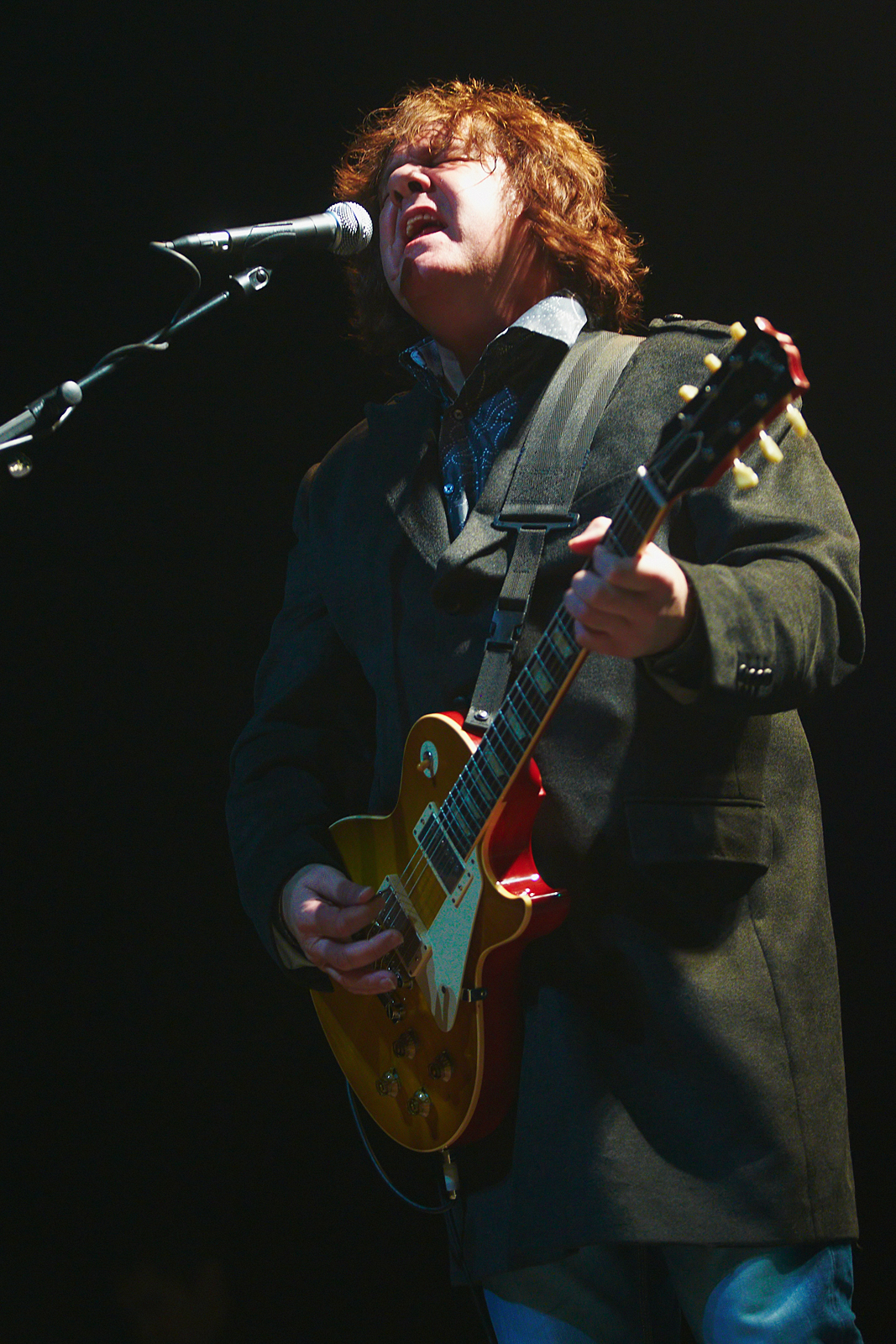
Gary Moore

### Anteriores ao século XIX
- 0743 — Hixame ibne Abedal Maleque, califa omíada (n. 691).
- 0891 — Fócio, patriarca de Constantinopla (n. 810).
- 1155 — Sigurdo II da Noruega (n. 1133).
- 1215 — Hōjō Tokimasa, shikken japonês (n. 1138).
- 1378 — Joana de Bourbon, rainha consorte de França (n. 1338).
- 1411 — Esaú de Buondelmonti, governante do Epiro (n. 1355).
- 1497 — Johannes Ockeghem, compositor e educador flamengo (n. 1410).
- 1515 — Aldo Manúcio, editor italiano (n. 1449).
- 1539 — João III, Duque de Cleves (n. 1491).
- 1593
  - Jacques Amyot, escritor e tradutor francês (n. 1513).
  - Ogimachi, imperador do Japão (n. 1517).
- 1597 — Francesco Patrizi, filósofo e cientista italiano (n. 1529).
- 1612 — Cristóvão Clávio, matemático e astrônomo alemão (n. 1538).
- 1617 — Prospero Alpini, médico e botânico italiano (n. 1553).
- 1685 — Carlos II de Inglaterra (n. 1630).
- 1695 — Amade II, sultão otomano (n. 1643).
- 1699 — José Fernando da Baviera (n. 1692).
- 1740 — Papa Clemente XII (n. 1652).
- 1732 — Anne Scott, 1.ª Duquesa de Buccleuch (n. 1651).
- 1783 — Lancelot Brown, jardineiro e arquiteto britânico (n. 1716).
- 1793 — Carlo Goldoni, dramaturgo franco-italiano (n. 1707).

### Século XIX
- 1804 — Joseph Priestley, químico e teólogo britânico (n. 1733).
- 1833 — Pierre André Latreille, zoólogo e entomologista francês (n. 1762).
- 1896 — John Gibbon, oficial norte-americano (n. 1827).
- 1899
  - Alfredo, Príncipe-Hereditário de Saxe-Coburgo-Gota (n. 1874).
  - Leo von Caprivi, general e político alemão (n. 1831).

### Século XX
- 1916 — Rubén Darío, poeta, jornalista e diplomata nicaraguense (n. 1867).
- 1918 — Gustav Klimt, pintor e ilustrador austríaco (n. 1862).
- 1929 — Maria Cristina da Áustria (n. 1858).
- 1931 — Motilal Nehru, advogado e político indiano (n. 1861).
- 1938 — Marianne von Werefkin, pintora russo-suíça (n. 1860).
- 1952 — Jorge VI do Reino Unido (n. 1895).
- 1958 — vítimas do desastre aéreo de Munique:
  - Roger Byrne, futebolista britânico (n. 1929).
  - Eddie Colman, futebolista britânico (n. 1936).
  - Tommy Taylor, futebolista britânico (n. 1932).
- 1962 — Candido Portinari, pintor expressionista brasileiro (n. 1903).
- 1963 — Piero Manzoni, pintor e escultor italiano (n. 1933).
- 1964 — Emilio Aguinaldo, general e político filipino (n. 1869).
- 1967 — Martine Carol, atriz francesa (n. 1920).
- 1972 — Julian Steward, antropólogo americano (n. 1902).
- 1976 — Vince Guaraldi, cantor, compositor e pianista americano (n. 1928).
- 1981 — Hugo Montenegro, compositor e maestro americano (n. 1925).
- 1982 — Ben Nicholson, pintor britânico (n. 1894).
- 1985 — James Hadley Chase, militar e escritor anglo-suíço (n. 1906).
- 1986 — Minoru Yamasaki, arquiteto norte-americano (n. 1912).
- 1988 — João Agripino, pecuarista, advogado, promotor de justiça, empresário e político brasileiro (n. 1914).
- 1989
  - Barbara W. Tuchman, historiadora e escritora americana (n. 1912).
  - Chris Gueffroy, alemão (n. 1968).
- 1990 — Jimmy Van Heusen, pianista e compositor americano (n. 1913).
- 1991
  - Salvador Luria, biólogo e médico italiano (n. 1912).
  - Danny Thomas, ator, produtor e humanitário americano (n. 1914).
- 1993 — Arthur Ashe, tenista e comentarista esportivo estadunidense (n. 1943).
- 1994
  - Joseph Cotten, ator estadunidense (n. 1905).
  - Jack Kirby, escritor e ilustrador estadunidense (n. 1917).
- 1995 — James Merrill, poeta e dramaturgo americano (n. 1926).
- 1996 — Guy Madison, ator estadunidense (n. 1922).
- 1998 — Falco, músico austríaco (n. 1957).
- 2000 — Leopoldo Rassier, cantor brasileiro (n. 1936).

### Século XXI
- 2002 — Max Perutz, biólogo e acadêmico austro-britânico (n. 1914).
- 2003 — José Craveirinha, escritor moçambicano (n. 1922).
- 2005 — Elbert N. Carvel, político norte-americano (n. 1910).
- 2007 — Frankie Laine, cantor, compositor e ator norte-americano (n. 1913).
- 2008 — Tony Rolt, automobilista e engenheiro britânico (n. 1918).
- 2009 — James Whitmore, ator norte-americano (n. 1921).
- 2010 — John Dankworth, compositor, e instrumentista britânico (n. 1927).
- 2011 — Gary Moore, cantor, compositor, guitarrista e produtor irlandês (n. 1952).
- 2012
  - Antoni Tàpies, pintor e escultor espanhol (n. 1923).
  - Janice Voss, engenheira e astronauta americana (n. 1956).
- 2013 — Menachem Elon, acadêmico e jurista teuto-israelense (n. 1923).
- 2014
  - Ralph Kiner, jogador de beisebol e comentarista esportivo americano (n. 1922).
  - Maxine Kumin, escritora e poetisa americana (n. 1925).
- 2015 — André Brink, escritor e dramaturgo sul-africano (n. 1935).
- 2016 — Daniel Gerson, roteirista americano (n. 1966).
- 2017 — Joost van der Westhuizen, futebolista e jogador de rúgbi sul-africano (n. 1971).
- 2020 — André Neles, futebolista brasileiro (n. 1978).
- 2021
  - George P. Shultz, político americano (n. 1920).
  - Zezinho Corrêa, cantor brasileiro (n. 1951).
- 2022 — Lata Mangeshkar, cantora indiana (n. 1929).
- 2023 — Christian Atsu, futebolista ganês (n. 1992).
- 2024
  - Sebastián Piñera, economista e político chileno (n. 1949).
  - Seiji Ozawa, regente de orquestra japonês (n. 1935).

## Feriados e eventos cíclicos
- Dia Internacional da Internet Segura.
- Dia Internacional da Tolerância Zero à Mutilação Genital Feminina.
- Fim do mês Sulṭán (Soberania) no Calendário bahá'í.

### Brasil
- Dia do Agente de Defesa Ambiental

### Internacional
- Feriado em comemoração do Tratado de Waitangi - Nova Zelândia

### Cristianismo
- Amando de Maastricht
- Doroteia de Cesareia
- Fócio de Constantinopla
- Guarino da Palestrina
- Os 26 Mártires do Japão
- Xênia de São Petersburgo

## Outros calendários
- No calendário romano era o 8º dia (VIII) antes dos idos de fevereiro.
- No calendário litúrgico tem a letra dominical B para o dia da semana.
- No calendário gregoriano a epacta do dia é xxiii.